# 飞虱虫疠霉
飞虱虫疠霉（学名：Pandora delphacis）是属于虫霉目虫霉科虫疠霉属的一种真菌，寄生在飞虱上。该种分布于中国、日本、菲律宾、印度、印度尼西亚、美国、巴西、德国等地。